# 高橋理
高橋 理、（たかはし おさむ、1989年3月10日 - ）は、埼玉県出身の元サッカー選手。現役時代のポジションは、ディフェンダー。現在はサッカーの指導者。

## 来歴
武南高校出身。城西大学時代の4年生時にブラウブリッツ秋田の練習に参加し、当時の監督横山博敏の目にとまり、入団へ。2011年、ルーキーながら開幕スタメンに抜擢。両サイドバックをこなし、安定したプレーを披露。1年目で25試合に出場。同期に大金祐輔、新里彰平がいる。
2年目の2012年は、同期新里彰平、ルーキー二戸将の台頭もあり、ベンチを温める日々が続き、2012年シーズン終了後、契約満了に伴い、退団。2012年シーズン限りで現役を引退、ブラウブリッツ秋田U-15のコーチへの就任を発表。

## 所属クラブ
- 武南高等学校
- 城西大学
- 2011年 - 2012年 ブラウブリッツ秋田

## 指導歴
- 2013年 -2019年 ブラウブリッツ秋田
  - 2013年 - 2018年 U-15コーチ[4]
  - 2019年 U-18コーチ
- 2020年 - 2021年 松本山雅FC
  - 2020年 - 2021年 U-15コーチ
- 2022年 - ブラウブリッツ秋田
  - 2022年 -  U-15監督

## 個人成績
| 国内大会個人成績 | 国内大会個人成績 | 国内大会個人成績 | 国内大会個人成績 | 国内大会個人成績 | 国内大会個人成績 | 国内大会個人成績 | 国内大会個人成績 | 国内大会個人成績 | 国内大会個人成績 | 国内大会個人成績 | 国内大会個人成績 |
| 年度             | クラブ           | 背番号           | リーグ           | リーグ戦         | リーグ戦         | リーグ杯         | リーグ杯         | オープン杯       | オープン杯       | 期間通算         | 期間通算         |
| 年度             | クラブ           | 背番号           | リーグ           | 出場             | 得点             | 出場             | 得点             | 出場             | 得点             | 出場             | 得点             |
| 日本             | 日本             | 日本             | 日本             | リーグ戦         | リーグ戦         | リーグ杯         | リーグ杯         | 天皇杯           | 天皇杯           | 期間通算         | 期間通算         |
| ---------------- | ---------------- | ---------------- | ---------------- | ---------------- | ---------------- | ---------------- | ---------------- | ---------------- | ---------------- | ---------------- | ---------------- |
| 2011             | 秋田             | 27               | JFL              | 25               | 0                | -                | -                | 2                | 0                | 27               | 0                |
| 2012             | 秋田             | 27               | JFL              | 13               | 0                | -                | -                | 1                | 0                | 14               | 0                |
| 通算             | 日本             | 日本             | JFL              | 38               | 0                | -                | -                | 3                | 0                | 41               | 0                |
| 総通算           | 総通算           | 総通算           | 総通算           | 38               | 0                | -                | -                | 3                | 0                | 41               | 0                |